# NGC 524

NGC 524

NGC 524 هي مجرة محدبة تقع في كوكبة الحوت. تبعد حوالي 90 مليون سنة ضوئية من الأرض. في الانتفاخ المركزي للمجرة غاز مرئي يشكل هيكل لولبي. وهي أكبر مجرة في مجموعة مجرة صغيرة تعرف بمجموعة NGC 524 التي ترتبط مع NGC 488 ومجموعتها. تم اكتشافها من قبل ويليام هيرشيل في عام 1786. لوحظ مستعر أعظم في المجرة عام 2000 من نوع Ia-p ذروته في 14.5 حجم، وعام 2008 من نوع Ia.

## وصلات خارجية
- NGC 524 على موقع ويكي سكاي: DSS2, SDSS, GALEX, IRAS, Hydrogen α, X-Ray, Astrophoto, Sky Map, Articles and images